# 52 Batalion Remontowy
52 batalion remontowy „Ziemi Człuchowskiej” (52 brem) – jednostka wchodząca w skład 1 Pomorskiej Brygady Logistycznej, dyslokowany w Czarnem.
Batalion sformowano zgodnie z rozkazem Dowódcy POW nr Pf-139/Org. z 6 lipca 2001, na bazie rozformowanych 6. Rejonowych Warsztatów Technicznych (JW 4150) i podporządkowano go Dowódcy POW.
Z chwilą utworzenia 1 Pomorskiej Brygady Logistycznej, batalion wszedł w jej skład.

## Zadania
- W czasie pokoju batalion przeznaczony jest do przygotowania pododdziałów remontowych w składzie polskich kontyngentów wojskowych poza granicami kraju;
- W czasie kryzysów przeznaczony jest do zabezpieczenia technicznego wojsk w jej rejonie odpowiedzialności.

## Tradycje
- Decyzją Nr 352/MON Ministra Obrony Narodowej z dnia 3 sierpnia 2007 ustanowiono doroczne święto i nadano nazwę wyróżniającą jednostki[1].
- W dniu 24 sierpnia 2007 w Człuchowie odbyła się uroczystość wręczenia sztandaru wojskowego[2].
- Decyzją Nr 205/MON Ministra Obrony Narodowej z dnia 24 kwietnia 2008 wprowadzono odznakę pamiątkową i oznakę rozpoznawczą[3].

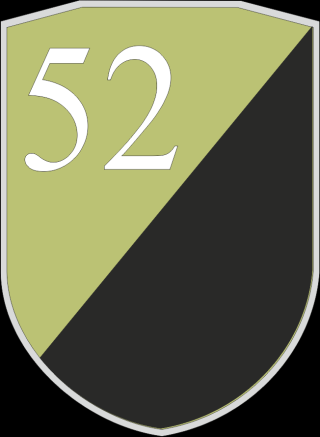
Oznaka rozpoznawcza na mundur polowy

## Dowódcy
- ppłk Mariusz Liszewski – (2001–2007)
- ppłk mgr inż. Piotr Wagner – (2007–2010)
- ppłk Sławomir Milewski – (13 lipca 2010 – 24 maja 2016)
- ppłk Robert Szpądrowski (24 maja 2016 - 2 marca 2018)
- ppłk Wojciech Kotschy (2 marca 2018 - 26 lutego 2021)
- ppłk Aleksander Suchanowski (26 lutego 2021 - 10 marca 2023)
- ppłk Michał Kolasa (1 września 2023 - obecnie)

## Podporządkowanie
- Pomorski Okręg Wojskowy (2001 – 30 czerwca 2004)
- 1. Pomorska Brygada Logistyczna (1 lipca 2004 – obecnie)